# ラッカの戦い (2013年3月)
ラッカの戦い（2013年3月）（反体制派のコードネーム 「神の襲撃」）は、シリア内戦中のスンニ派イスラム主義者を主体とする反体制派勢力とシリア陸軍とのシリア北部の都市ラッカの支配を巡る戦いである。 反体制派勢力は2013年3月上旬に攻撃を開始し、2013年3月5日には「ほぼ全面的な支配」を宣言したことでシリア内戦で反体制派の支配下に置かれたと主張された最初の県都となった。反体制派側の戦いは主にアル＝ヌスラ戦線とシャーム自由人イスラム運動が主導した。

## 背景
ラッカは当初反体制派の拠点ではなく、蜂起の初めに市内でいくつかの小規模な抗議活動が行われたがこれらはすぐに収まった。市内の反アサド分子も2012年末まで平和的であった。さらに、かつての親政府の部族連合と、主にイドリブ、デリゾール、アレッポから避難した50万人以上のシリア人の存在は、ラッカが比較的安全であるというシリア政府の意見を強化するのに役立った。この見方のために、 バッシャール・アル＝アサド大統領は2012年6月にラッカを訪れ、同市のモスクの一つでイード・アル＝アドハーのために祈りをささげた。 
武装した反体制派グループがシリア東部に広がり始め、政府と反体制派勢力の両方によって暴力が実行された。市外のカータニヤ地域で事件により数十人の人々が殺害された。砲撃はタル・アブヤドの町のガソリンスタンドにも到達した。 
2013年初頭までに、シリアの反体制派はシリア北部の大部分を確保したが、大都市の支配権をまだ握っていなかった。反体制派は、政府軍が支配しているラッカを掌握しシリア北部のさらなる部分を事実上の支配下に置くための攻撃計画を立てた。 

## 戦闘
ラッカ周辺地方に拠点を置くスンニ派イスラム主義者を主体とする反体制派グループは、3月3日から5日に都市に押し寄せ、都市の北から攻撃を開始し最北の入り口にある軍隊の陣地を支配した。戦闘に参加した反体制派の大半はラッカ県外の地域から来ていた。反体制派は県の主要な建物の周りでバッシャール・アル＝アサドに忠実な軍隊と激戦を繰り広げ、最終的に軍を追い出した。反体制派勢力は3月4日に市内のメイン広場の支配権を握り、現大統領の亡父であるシリア元大統領ハーフィズ・アル＝アサドの大きな黄金の像を象徴的に破壊した。 
アル＝アフバールによると、市（四方を検問所に囲まれていた）は軍事的に陥落しなかったが、手強いシリア軍の配備がないにもかかわらず、ラッカが数時間で陥落したのは普通ではなかったと指摘した。レバノンの新聞は、東部検問所に配備されたシリア軍が攻撃の朝に撤退し、市の東側の入り口と東部地区全体をMuntasir Billah旅団とアル・ヌスラの戦闘員に引き渡した一方で、シリア軍事警察の警官と国境警備隊のハジャナは、反体制派旅団の侵攻前に市内中心部から第17師団の本部へと戦闘員からの嫌がらせを受けることなく彼らの装備を移動させているのを目撃されていると報じた。 
反体制派はまた、県知事ハサン・ジャラーリーの住居を襲撃し、バアス党のラッカ県支部長のスレイマン・アル=スレイマンとともに彼を捕らえたと伝えられている。 
政府軍は都市の西および東から撤退し、都市から60キロ離れた地方空港に留まった。都市陥落後、シリア空軍は市内の反体制派に対する空爆を行った。 
3月5日、歓喜の反乱軍に囲まれているハサン・ジャラーリーとスレイマン・アル＝スレイマンの両者の映像が登場した。 
シャーム自由人イスラム運動 （シリア・イスラム戦線の一部）、 アル＝ヌスラ戦線およびHudhayfah ibn al-Yaman旅団が戦闘に関与した主要な反体制派グループであり、自由シリア軍に所属するいくつかのグループも関与していた。  
一連の戦闘でアル・ヌスラのラッカ県最高司令官やシャーム自由人イスラム運動の主要県野戦司令官などが戦死し、ラッカの警察署長も殺害された。一部の居住者は、政府軍からの報復をもたらすことを恐れて、反体制派に都市に入らないよう懇願した
3月6日、反体制派勢力が体制派の部隊が隠れていたいくつかの重要なセキュリティビルの制圧したことで市内の体制派レジスタンスの最後のポケット（孤立地帯）は排除され、活動家グループシリア人権監視団がラッカが反体制派の完全な支配下にあると正式に宣言する動機になった。シリア空軍は反体制派勢力を撃退するために、都市に対して25回の空爆を実施し、広場への空襲による17人を含む合計39人が死亡した。少なくとも10人の死者は反体制派の戦闘員と確認された。 

## 余波
反対派によるラッカの占領を受けて、シリア陸軍はタブカ軍事空港から軍の増援を送ったが、シリア人権監視団は反体制派が彼らを迎撃したと報告した。 
捕虜にされた政府軍の一部は、制圧後にイスラム主義者の派閥によって公開処刑され、彼らの遺体が見せしめにされたり、市内の通りを引きずられたりした。 
3月10日、都市へのさらなる空爆によりさらに14人が死亡した。 

2013年3月中旬のラッカの状況図。第17師団基地の包囲を示す

2013年4月4日、ラッカ市外の第17師団基地を包囲している自由シリア軍の反体制派勢力及び同盟関係にあるイスラム主義者のグループが基地の4分の3を支配し、シリア陸軍が司令部を保持していると報告された。基地のシリア陸軍筋は、戦闘で80人の兵士が死亡、250人が負傷し、負傷した多くの部隊が壊疽で死亡したと報告した。 
5月20日、シリア人権監視団によると、シリア・ラッカの野党党首が拉致された。同団は「反対派の弁護士アブダラ・アル・ハリルの拉致を最も強い言葉で非難し、即時解放を要求する」と述べた。 
5月28日時点で、都市郊外の反体制派の戦列に対する空襲と砲撃が続いたが、政府軍は依然として戦線を突破することができなかった。 
8月中旬、イラク・レバントのイスラム国（ISIL）は、ラッカに残る最後の2つの体制派基地の1つである第17師団の包囲への参加を停止すると発表した。 彼らは、イスラム国家の建設において、代わりに民政に力を入れることを望んだため、戦場から戦闘員を大至急撤退させた。 
2013年11月上旬までに、ISILは町を完全に掌握した。2014年1月6日までに、反体制派は、シリア反体制派とイラク・レバントのイスラム国紛争の一環として、ISILを都市から追放した。 
1月9日、イスラム過激派と反対派間の戦いが木曜日に激化したとイギリスの監視団は主張した。同監視団のアブデル・ラーマンは「反体制派勢力は、イスラム過激派の本部からわずか400メートルのところにあるISIL支配下にあった戦略的政治情報ビルを支配した」「しかし、ISILは依然として都市に通じる橋を支配しているため、人々はボートに乗って市内へと入る必要がある」と述べた。1月12日までに、ISILの戦闘員は県都の大部分を奪還した。1月14日までにISILは市の完全な支配権を確保した。 
2014年7月25日、ISILは第17師団本部の支配権をシリア陸軍から奪い取った。 
36日間の総攻撃後の2014年8月28日にタブカ空軍基地はISILに占領され、両陣営は戦いで甚大な損害を受けた。 

## 関連リンク
- アレッポの戦い (2012-2016)
- 第二イドリブの戦い（英語版）
- ラッカの戦い (シリア内戦)

## 書誌
- Winter, Lucas (2014). Raqqa: From Regime overthrow to inter-rebel fighting. Foreign Military Studies Office